# Retrospective EPs
Retrospective EPs — серия мини-альбомов британской рок-группы Keane. Первый альбом из серии, изданный 5 декабря, 2008 называется Everybody’s Changing EP или Retrospective EP1. В художественном оформлении обложки был использован шрифт Cochin — это его первое появление со времён сингла «Bend and Break»(2005).

## Everybody’s Changing
Первый Retrospective EP посвящён синглу-хиту группы «Everybody's Changing», с альбома Hopes and Fears. Последний трек «Into the Light» так и не был издан, здесь представлена его демоверсия в исполнении Тима Райс-Оксли.
Хотя это уже третий EP группы на музыкальном рынке, он первый практически целиком посвящён одной песне.

### Список композиций
Все треки написаны Тимом Райс-Оксли, Томом Чаплином и Ричардом Хьюзом
1. «Everybody’s Changing — Original demo»
2. «Everybody’s Changing — Demo from July 2002»
3. «Everybody’s Changing — Fierce Panda version»
4. «Everybody’s Changing — Live version from first Lamacq Live electric session on Radio 1»
5. «Demo of Fly To Me» (Би-сайд Everybody’s Changing)
6. «Demo of Into The Light» (Неизданная песня)
7. «Video chat of Tim interviewed by Tom about Everybody’s Changing» (Интервью Тима Тому о Everybody’s Changing)

## Sunshine
Материал, вошедший в этот сборник, был записан во Франции в 2000-х - это демоверсии песен Sunshine, This is a Last Time, Walnut Tree и две редкие композиции - "The Happy Soldier" и "Maps".

### Список композиций
Все треки написаны Тимом Райс-Оксли, Томом Чаплином и Ричардом Хьюзом
- «Sunshine» (Demo)
- «Sunshine» (live at Glastonbury June 2005)
- «This Is the Last Time» (Demo 26 October 2001)
- «This Is the Last Time» (Demo 31 March 2003)
- «Maps» (demo)
- «Walnut Tree» (demo)
- «The Happy Soldier»